# Lepidoscia
Lepidoscia is een geslacht van vlinders van de familie van de zakjesdragers (Psychidae).

## Soorten
- L. acropolia (Turner, 1923)
- L. adelopis (Meyrick, 1893)
- L. amphiscia Meyrick, 1893
- L. annosella (Walker, 1869)
- L. apochroa (Meyrick, 1893)
- L. arctiella (Walker, 1869)
- L. arctodes (Meyrick, 1920)
- L. bancrofti (T. P. Lucas, 1890)
- L. barysema Lower, 1903
- L. basiferana (Walker, 1863)
- L. callista (Lower, 1903)
- L. campylota (Lower, 1903)
- L. carlotta (Meyrick, 1893)
- L. cataphracta (Meyrick, 1893)
- L. characota (Meyrick, 1893)
- L. charitodes (Meyrick, 1893)
- L. chloropetala Meyrick, 1893
- L. chrysastra Turner, 1923
- L. chrysopetala (Meyrick, 1893)
- L. chrysura (Meyrick, 1893)
- L. cirrhosticha (Turner, 1923)
- L. comochora Meyrick, 1893
- L. commatica (Turner, 1933)
- L. confluens (Turner, 1939)
- L. conioptila (Turner, 1923)
- L. crepuscularis (Meyrick, 1893)
- L. desmophthora Meyrick, 1893
- L. dicranota (Turner, 1923)
- L. educta (Meyrick, 1920)
- L. epichrysa (Lower, 1903)
- L. epitricha (Lower, 1903)
- L. euctena (Turner, 1927)
- L. euryptera (Meyrick, 1893)
- L. eurystola Lower, 1903
- L. euscia (Lower, 1903)
- L. euthygramma (Turner, 1923)
- L. gastromela (Lower, 1903)
- L. glabrella (Walker, 1863)
- L. globigera Meyrick, 1911
- L. hamalitha (Meyrick, 1893)
- L. heliochares (Meyrick, 1893)
- L. heliozona (Meyrick, 1893)
- L. hemicalyptra (Lower, 1903)
- L. herbicola Meyrick, 1921
- L. holozona (Lower, 1903)
- L. hyalistis (Lower, 1903)
- L. irrorea (Felder & Rogenhofer, 1875)
- L. ischnomorpha (Turner, 1923)
- L. lainodes Meyrick, 1921
- L. lasiocola (Meyrick, 1893)
- L. lasiomicra (Lower, 1903)
- L. lechriotypa (Turner, 1923)
- L. lenceres (Turner, 1900)
- L. leucochroa (Turner, 1923)
- L. ligatus (Walker, 1865)
- L. lignatrix (Meyrick, 1921)
- L. maculifera (Lower, 1916)
- L. magnella (Walker, 1863)
- L. melanarthra (Meyrick, 1893)
- L. melanogramma Lower, 1903
- L. melanospora (Turner, 1923)
- L. melitora Meyrick, 1893
- L. microsticha Meyrick, 1893
- L. microzona (Lower, 1903)
- L. monosticha Turner, 1923
- L. monozona (Meyrick, 1893)
- L. muricolor Turner, 1939
- L. myriospila (Turner, 1923)
- L. nemorivaga (Turner, 1916)
- L. nephelodes (Meyrick, 1893)
- L. niphopasta (Turner, 1923)
- L. niphospila (Turner, 1923)
- L. palleuca (Meyrick, 1893)
- L. pelochroa (Meyrick, 1893)
- L. phaeostola (Turner, 1923)
- L. phaulodes (Meyrick, 1893)
- L. photidias (Lower, 1903)
- L. placoxantha Lower, 1903
- L. polychrysa Lower, 1903
- L. polymeres (Turner, 1900)
- L. polystona (Turner, 1914)
- L. protorna (Meyrick, 1893)
- L. punctiferella (Walker, 1863)
- L. pygmaea (Meyrick, 1893)
- L. raricoma Meyrick, 1893
- L. reticulata (Meyrick, 1893)
- L. retinochra (Lower, 1903)
- L. saxosa (Meyrick, 1893)
- L. sciodesma Meyrick, 1893
- L. scotinopis (Meyrick, 1897)
- L. semiota (Lower, 1903)
- L. sinuosa (Turner, 1923)
- L. sparsa (Meyrick, 1921)
- L. stellaris (Meyrick, 1893)
- L. stenomochla (Turner, 1926)
- L. stictoptera (Lower, 1920)
- L. strepsidoma (Meyrick, 1920)
- L. strigulata Meyrick, 1893
- L. tetramochla (Turner, 1923)
- L. tetraphragma Meyrick, 1921
- L. toxoteuches (Turner, 1927)
- L. trileuca Lower, 1903
- L. trizona (Lower, 1903)
- L. tyrobathra Meyrick, 1893
- L. zonarcha (Meyrick, 1893)

### Status onduidelijk
- L. euriptola Lower, 1903